# Fejlődésregény
A fejlődésregény olyan regénytípus, amelynek a cselekménye általában egy személyiség fejlődésére céloz, esetenként egy lélekállapot kialakulási folyamatának vagy egy adott személyiség alakulásának a bemutatására törekszik. A központi figura számos élményét, tapasztalatát mutatja be, és részletesen ábrázolja, hogy ezeket hogyan dolgozza fel, hogyan építi be személyiségébe. Ide sorolhatók természetszerűen azok az alkotások is , amelyek egy gyermek felnőtté válását beszélik el, de egy biográfián túlmenően tipikusan  hangsúlyos a személyiség változása az őt körülvevő világ (események) hatására általában hosszabb perióduson (akár egy vagy több évtizeden) át. Goethe Az ifjú Werther szenvedései című munkája kapcsán beszélnek negatív fejlődésregényről, azaz leépítő, destruktív folyamatot bemutató fejlődésregényről (a Werther öngyilkossággal zárul).
Az elnevezést, illetve annak német megfelelőjét (Bildungsroman) Wilhelm Dilthey használta első ízben, Goethe Wilhelm Meister tanulóévei (1796) című regényére vonatkoztatva.
A fejlődésregény kategóriájába sorolhatók az irodalomtörténetben például az alábbi művek:
- Wolfram von Eschenbach: Parzival (13. század)
- Hans Jakob Christoffel von Grimmelshausen: A kalandos Simplicissimus (17. század)
- Johann Wolfgang von Goethe: Wilhelm Meister tanulóévei (18. század)
- Stendhal: Vörös és fekete (19. század)
- Gottfried Keller: A zöld Henrik
- Thomas Mann: A varázshegy (20. század)
- Günter Grass: A bádogdob (20. század)
- Hermann Hesse: Siddhartha (20. század)
- Hermann Hesse: Az üveggyöngyjáték (20. század)

- Rousseau: Émile vagy a nevelésről című regénye is részben ide sorolható, bár erős didaktikus funkciója miatt nevelődési regénynek szokták hívni.
- Yann Martel: Pi élete (ökológiai fejlődésregény)[2]